# David Rivers
Pour les articles homonymes, voir Rivers.

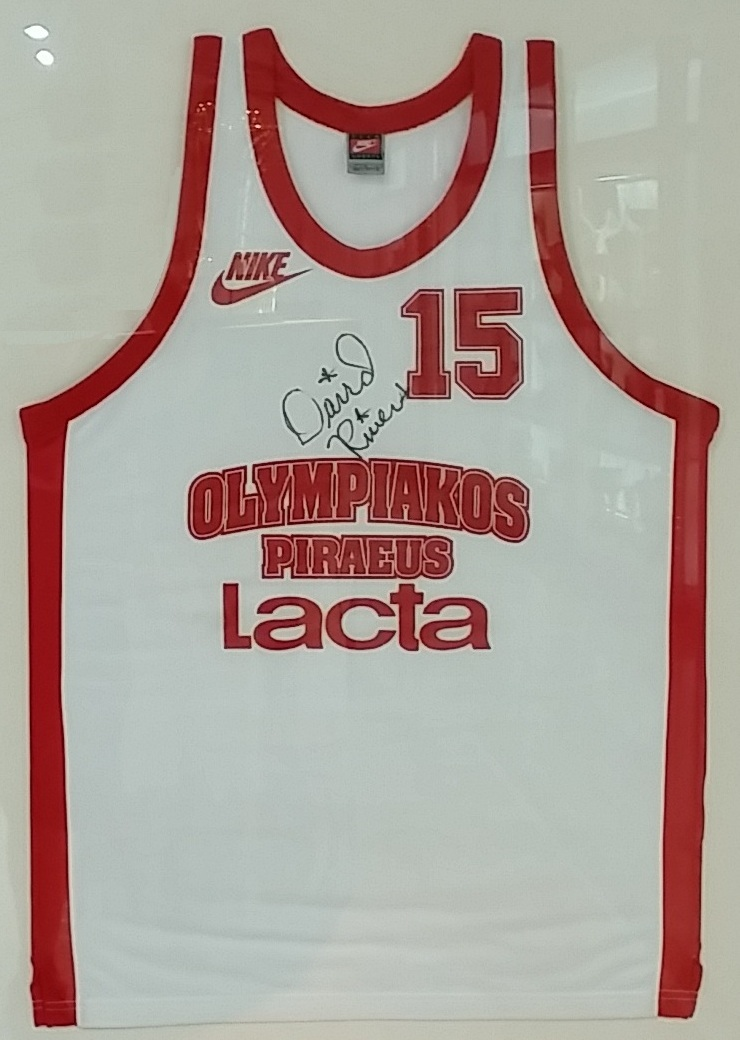
Maillot porté et signé par David Rivers lors de la finale de l'euroligue 1997.

David Rivers, né le 20 janvier 1965 à Jersey City, est un joueur américain de basket-ball, évoluant au poste de meneur.

## Biographie
Après une brillante carrière NCAA à l'université Notre-Dame, où il figure toujours parmi les meilleurs joueurs de l'histoire, en particulier au nombre de points marqués, de passes, de balles volées, il est choisi en 25e position par les Los Angeles Lakers lors de la Draft 1988. Il devient la doublure de Magic Johnson avant de rejoindre l'autre club de Los Angeles, les Los Angeles Clippers.
Après un passage de deux saisons en CBA, il rejoint l'Europe, évoluant tout d'abord à Antibes qu'il aide à devenir champion de France en 1995. Puis, il rejoint la ligue grecque à l'Olympiakos. Il est l'un des principaux protagonistes à l'obtention du titre européen en 1997 face au FC Barcelone.
Il jouera ensuite en Italie avec le Fortitudo Bologne (Coupe d'Italie 1998) puis en Turquie, au Tofas Bursa, avec lequel il remporte le titre deux fois en deux ans, avant que le club ne soit rétrogradé pour des raisons financières.
Il a remporté un trophée avec chacune des équipes européennes pour lesquelles il a joué.

## Club
- 1984-1988 :  Notre Dame (NCAA)
- 1988-1989 :  Los Angeles Lakers (NBA)
- 1989-1992 :  Los Angeles Clippers (NBA) /  Memphis Rockers (WBL) /  Tulsa Fast Breakers (CBA)
- 1992-1993 :  La Crosse Catbirds (CBA)
- 1993-1995 :  Olympique d'Antibes Juan-les-Pins (Pro A)
- 1995-1997 :  Olympiakos (ESAKE)
- 1997-1998 :  Fortitudo Bologne (Lega A)
- 1998-2000 :  Tofas Bursa (1re division)
- 2000-2001 :  Olympiakos (ESAKE)
- 2003-2004 :  Olympique d'Antibes Juan-les-Pins (Pro B)

## Palmarès

### Club
- Euroligue 1997
- Champion de France 1995

### Distinctions personnelles
- Élu MVP du Final Four de l'Euroligue en 1997
- Élu MVP étranger du championnat de France en 1995